# Csaba Pap
Csaba Pap – węgierski szermierz.

## Życiorys
W ciągu swojej kariery zdobył brązowy medal w drużynie na mistrzostwach świata – w Budapeszcie (1959).